# 金光宗高
金光 宗高（かなみつ むねたか）は、戦国時代の武将。宇喜多氏の家臣。通称は與（与）次郎。官途名は備前守もしくは佐渡守とも。能勢頼吉の弟または実子であるという。法名は友讃。備前国石山城（岡山城）主。

## 通説
『備前軍記』によると養父である金光備前に子がいなかったため養子に入り家督を継いだという。
養父に倣い松田氏に属していたが、永禄7年（1564年）頃に松田氏と宇喜多氏が和睦し、浦上氏に付き従い備中国へ出陣する動きを察知した三村氏に城を攻められた折、兵が少なく防戦できない状態であるため心ならずも三村氏に降参しその指揮下に入った。
永禄10年（1567年）の明善寺合戦で三村氏が敗れると宇喜多氏の居城である沼城へ出仕し宇喜多氏の指揮下に入った。
元亀元年（1570年）かねてから備前国を領有し、岡山の地に城下町を建設したい野望を抱いていた宇喜多直家に毛利氏と内通していると言い掛かりを付けられ弁明をするも許されず、死後子供である金光文右衛門、次子とされる金光太郎右衛門に所領を与えること（後にそれぞれ900石本丸御番衆、400石になった。）を条件に城（石山城）を明け渡すと一筆をしたため切腹したという。『岡山市史 人物編』には、直家の碁の相手をしていた者が宗高に手討ちにされたことが切腹に至る直接のきっかけとして紹介されている。谷口澄夫や小和田哲男は、宗高の死を宇喜多直家による「謀殺」と表現している。
宗高は信仰心が篤く、保護していた金光山岡山寺（当時は、現・岡山城二の郭に存在）に比叡山から高僧を招いた程であったと言う。

## 異説
直家に仕えたという岡与三左衛門（-1581）の孫・多兵衛が寛永二十一年（1644）に呈出した奉公書で、穝所信濃守（経卿）を暗殺した与三左衛門らが同じ頃家来に命じて岡山城に忍び入らせて放火し、落城させたという。
『上月文書』に永禄十年（1567年）八月、宇喜多直家が旭川を越えて「金光要害（岡山城）」を攻撃している記録がある。